# Ceri Dallimore
Ceri Dallimore (2 de julho de 1974) é uma atiradora desportista galesa.
Dallimore recebeu uma medalha de ouro nos Jogos da Commonwealth de 2002, na categoria Carabina Deitado em Duplas, junto de Johanne Brekke. Ela também participou nos Jogos da Commonwealth de 2006.